# بوگدان بوگدانوویچ
بوگدان بوگدانوویچ (صربی: Богдан Богдановић؛ زادهٔ ۱۸ اوت ۱۹۹۲) یک بازیکن بسکتبال اهل صربستان است.